# بالوکو
بالوکو (به ایتالیایی: Balocco) یک کومونه در ایتالیا است که در استان ورسلی واقع شده‌است.

## خصوصیات
بالوکو ۱۶٫۷ کیلومترمربع مساحت و ۲۷۳ نفر جمعیت دارد.